# Slick Shoes (EP)
Slick Shoes è l'EP di debutto della band pop punk Slick Shoes.

## Lista Tracce
1. Silence
2. I Guess
3. Five O Grind
4. My So Called Real World